# 冒険映画

冒険映画のアイコン

『冒険映画』（ぼうけんえいが）とは、アドベンチャー・フィクションの体裁を取り、主人公らが様々な危険や悪に立ち向かい、古代の神殿や行方不明の財宝などを見つけ出す冒険をモチーフにした映画のジャンルのことである。主に冒険活劇を描いた作品を指している。
冒険映画とは、冒険小説の一種であり、映画の一ジャンルである。冒険映画のサブジャンルには、剣戟映画、海賊映画、サバイバル映画などがある。また、冒険映画は、アクション、アニメーション、コメディ、ドラマ、ファンタジー、SF、ファミリー、ホラー、戦争などの他の映画ジャンルと組み合わされることもある。

## 概要
冒険映画では、舞台設定が重要な役割を果たし、時にはそれ自体が物語の登場人物のような役割を果たす。冒険映画は一般的に、失われた大陸やその他のエキゾチックな場所など、遠く離れた土地を舞台にしている。また、時代背景を設定し、歴史上の人物や架空の冒険家の物語を歴史的背景の中で脚色している場合もある。主人公たちに立ちはだかる争いや状況には、戦闘や海賊行為、反乱、帝国や王国の創設などが含まれる。
冒険映画に共通するテーマは、登場人物が家や快適な場所を離れ、目的を達成するために、旅、クエスト、宝探し、英雄的な旅、未知の世界への探検や探索に乗り出すことである。

## 歴史
冒険映画の初期には、主人公は一般的に男性であった。このようなキャラクターは勇敢で、圧制と戦い、暴君に立ち向かうヒーローとして描かれていた。しかし、最近の冒険映画では、ララ・クロフトなどのヒロインが主人公として活躍している。
冒険映画の人気は1930年代から1940年代にピークに達し、『海賊ブラッド』、『ロビンフッドの冒険』、『快傑ゾロ』などの映画が、エロール・フリンやタイロン・パワーなど、このジャンルを得意とする大スターを起用して定期的に製作されていた。また、土曜朝の連続活劇では、予算豊富な冒険映画と同じテーマの要素を多く用いていた。
初期の冒険映画に影響を与えたのは、ダグラス・フェアバンクス（『奇傑ゾロ』、『三銃士』、『Robin Hood』、『The Black Pirate』）、ゾルタン・コルダ（『四枚の羽根』、『ジャングル・ブック』、『サハラ戦車隊』、『決死の猛獣狩り』）、ジョン・ヒューストン（『黄金』、『アフリカの女王』）などの映画監督たちであった。

## 代表的な作品
- 風来坊探偵 赤い谷の惨劇 （1961年）
- カミカゼ野郎 真昼の決斗 （1966年）
- 冒険者たち （1967年）
- ジャングル・ブック（1967年）
- 明日に向って撃て! （1969年）
- 小さな冒険者（1971年）
- 東京-ソウル-バンコック 実録麻薬地帯 （1973年）
- スケアクロウ （1973年）
- 脱走遊戯 （1976年）
- スター・ウォーズシリーズ （1977年）
- 武士道ブレード （1981年）
- 冒険者カミカゼ -ADVENTURER KAMIKAZE- （1981年）
- インディ・ジョーンズ シリーズ （1981年）
- 南極物語（1983）
- 風の谷のナウシカ（1984年）
- グーニーズ（1985年）
- 植村直己物語（1986年）
- 天空の城ラピュタ（1986年）
- クロコダイル・ダンディー（1986年）
- 天山回廊 ザ・シルクロード（1987年）
- 魔女の宅急便（1989年）
- 紅の豚（1992年）
- おろしや国酔夢譚（1992年）
- REX 恐竜物語（1993年）
- 逃亡者（1993年）
- もののけ姫（1997年）
- 追跡者（1998年）
- 菊次郎の夏（1999年）
- 千と千尋の神隠し （2001年）
- ロード・オブ・ザ・リングシリーズ （2001年）
- アイス・エイジ（2002年）
- ファインディングニモ（2003年）
- パイレーツ・オブ・カリビアン（2003年）
- マダガスカルシリーズ（2005年）
- 長州ファイブ（2006年）
- ゲド戦記（2006年）
- ライラの冒険 黄金の羅針盤 （2007年）
- カールじいさんの空飛ぶ家（2009年）
- 星を追う子ども（2011年）
- 奇跡の2000マイル（2013年）
- タクシー運転手 約束は海を越えて（2017年）